# John P. Hirth
John Price Hirth (* 16. Dezember 1930 in Cincinnati, Vereinigte Staaten)  ist ein US-amerikanischer Ingenieur, Metallurge und Werkstoffwissenschaftler. Er war Professor an der Washington State University und bekannt für Beiträge zur Theorie der Versetzungen in den Materialwissenschaften.
Hirth studierte Metallurgie an der Ohio State University mit Bachelor- und Masterabschluss 1953 und wurde 1958 am Carnegie Institute of Technology promoviert. 1957/58 war er als Fulbright Fellow an der University of Bristol. 1958 wurde er Assistant Professor für Metallurgie am Carnegie Institute of Technology, 1961 Associate Professor und 1964 Professor für physikalische Metallurgie an der Ohio State University. 1988 wurde er Professor für Werkstoffwissenschaften an der Washington State University.
Er befasst sich mit Theorie der Versetzungen und Kristallwachstum.
1996 erhielt er den Dickson Prize in Science. 1974 wurde er Mitglied der National Academy of Engineering für seine Führungsrolle der Anwendung der Versetzungstheorie für das Verständnis von Materialien (Laudatio). Außerdem ist er seit 1994 Mitglied der National Academy of Sciences und seit 2005 Mitglied der American Academy of Arts and Sciences. Hirth ist Fellow der American Society for Metals (jetzt ASM International), deren Stoughton Award er 1964 erhielt. 1999 erhielt er die Nadai Medal.

## Schriften
- mit Jens Lothe: Theory of dislocations, Krieger, 2. Auflage, Wiley 1982, 3. Auflage Peter M. Anderson, Jens Lothe, Cambridge UP 2017

Er war Herausgeber der Reihe Dislocations in Solids bei Elsevier.